# Wijnzee
De wijnzee is een beschrijving van het overschot aan wijn die binnen de Europese Unie is geproduceerd. Door grootschalige landbouwsubsidies is het evenwicht tussen vraag en aanbod van wijn verstoord. Het gebrek aan marktwerking zorgt voor grote overschotten waarvoor de metafoor van een zee gebruikt wordt. Naast een wijnplas resulteerden de landbouwsubsidies van de Europese Unie ook in wat wel de boterberg en de melkplas genoemd worden.
In 2007 werd de jaarlijkse subsidiebijdrage vanuit de Europese Unie op 500 miljoen euro begroot.
Om het probleem van de wijnzee aan te pakken investeert de Europese Unie in exportbevorderende reclame voor Europese wijnen buiten de EU. Ook lanceerde de Unie een plan om 400.000 hectare aan overtollige wijngaarden te rooien. Dit werd onder druk van Zuid-Europese landen afgezwakt tot 200.000 hectare. Een derde optie die gehanteerd wordt is het omzetten van de in wijn aanwezige alcohol in bio-ethanol. Deze techniek behoeft bij de huidige prijzen en stand der techniek echter ook de nodige subsidie.